# Volvo C40

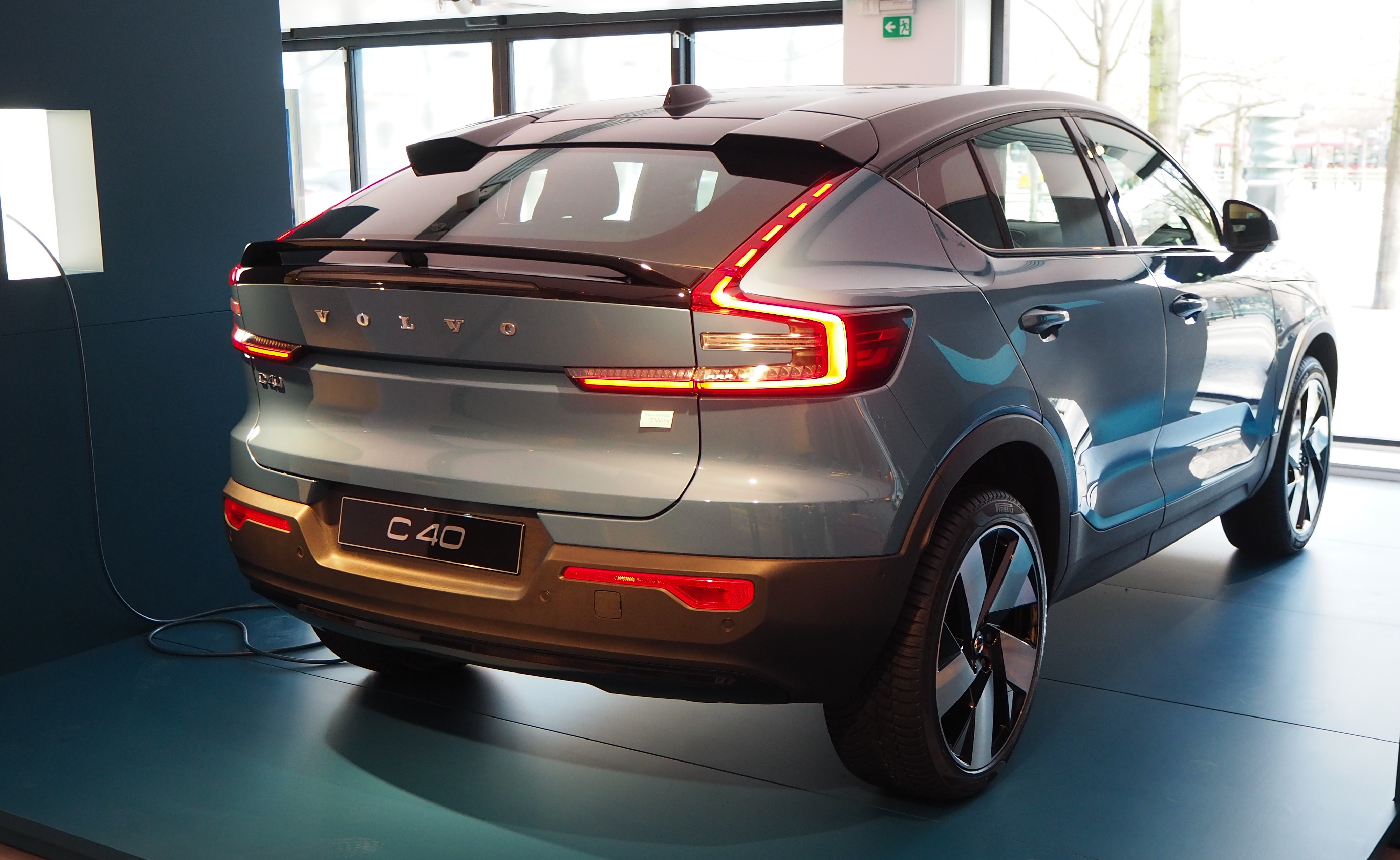
Volvo C40 сзади

Volvo C40 – компактный электрический кроссовер-купе шведского автопроизводителя Volvo Cars.

## Описание
В марте 2021 года представлен электрический кроссовер-купе C40 Recharge, сделанный на той же платформе CMA, что и XC40 Recharge .
Купеобразный C40 отличается не только наклонной крышей и кормой, но и, например, передним бампером.
Габариты кросс-купе – 4431x2035x1582 мм, колесная база – 2702 мм. Багажники: задний вмещает 413 литров, передний – еще 31 литр.
Силовая установка: два электромотора в совокупности дают 408 л.с. и 660 Нм, и обеспечивают полный привод. Батарея емкостью 78 кВт•ч, запас хода достигает 420 км ( WLTP ). До 100 км/ч машина массой около 2185 кг разгоняется за 4,9 секунды, максимальная скорость – 180 км/ч. 

## Безопасность
В 2022 году Volvo C40 прошел тест EuroNCAP: 
| Euro NCAP                                          | Euro NCAP | Euro NCAP | Euro NCAP             |
| -------------------------------------------------- | --------- | --------- | --------------------- |
| · общий рейтинг                                    |           |           |                       |
| 92%                                                | 89%       | 70%       | 89%                   |
| взрослый пассажир                                  | ребёнок   | пешеход   | активная безопасность |
| Протестированная модель: Volvo C40 Recharge (2022) |           |           |                       |